# Andrew Harman
Andrew Harman (1964) is een Brits sciencefiction- en fantasyauteur.
Andrew Harman woont samen met zijn vrouw Jenny in (Bedfordshire, Engeland). Onder zijn werken is er een woordspeling op titels van andere auteurs. Elk werk van Harman reflecteert zijn speelse titel, met een plot dat overeenstemt, met het originele werk naar waar het alludeert, met een humoristische inslag.
Veel van zijn boeken spelen zich af in het fictieve Engelse stadje Camford, dat een samenvoegsel is van de twee Universiteits steden Oxford en Cambridge.

## Werken

### Firkin Serie
- The Sorcerer's Appendix (1993)
- The Frogs of War (1994)
- The Tome Tunnel (1994)
- Fahrenheit 666 (1995)
- One Hundred And One Damnations (1995)

### Roman
- The Scrying Game (1996)
- The Deity Dozen (1996)
- A Midsummer Night's Gene (1997)
- It Came from On High (1998)
- The Suburban Salamander Incident (1999)
- Talonspotting (2000)
- Beyond Belief (1998)

- Gemeinsame Normdatei: 114370079
- International Standard Name Identifier: 0000 0000 6679 1803
- Library of Congress Control Number: n94108867
- Nationale Bibliotheek van Tsjechië: xx0233939
- Nationale Bibliotheek van Polen: a0000001236698
- Virtual International Authority File: 91602330
- WorldCat: E39PBJtrY6jkybPHQqpJ7983cP